# رناتا مائورو
رناتا مائورو (ایتالیایی: Renata Mauro؛ ۱۷ مهٔ ۱۹۳۴ – ۲۸ مارس ۲۰۰۹) مجری تلویزیون، بازیگر و خواننده اهل ایتالیا بود.
او مجری رای بود شهرت بابت اجرای مسابقهٔ بی‌مرز و مسابقه آواز یوروویژن ۱۹۶۵ بود.